# 単眼症
単眼症（たんがんしょう、cyclopia〈サイクロピア〉）は、先天奇形の一形態である。本来2個あるはずの眼（目、眼球）が顔面の中央に1個しか形成されず、鼻の位置や形も異常を呈するか無形成となる。脳の形成異常に伴う重症の奇形で、症例はごく稀であり、ほとんどが死産もしくは出生直後に死亡する。ヒトのみならず動物にもみられる。

## 発生
全前脳胞症と呼ばれる中枢神経の形成異常のうち、最も重症例に起こる。胚の初期（ヒトの場合、受胎後5週目から10週目）には前脳胞という部分が2つに分離して大脳の左右両半球が形作られるが、この過程が阻害されると大脳が左右に分割せず、ひとかたまりのまま低形成に至る。軽度であれば大脳の機能低下に伴う知的障害、運動障害が見られる程度であるが、重度になると顔面部の2分化も起きず、単眼症になる。

## 病態

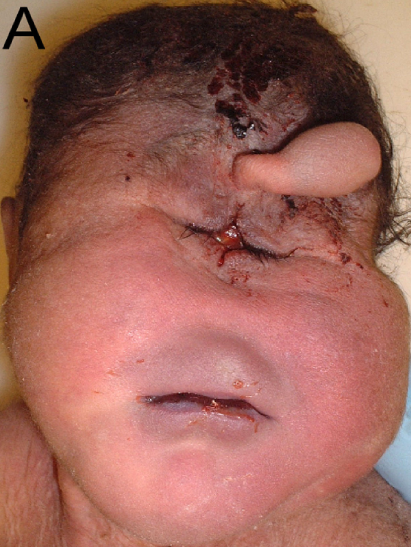
パトウ症候群の男児。鼻腔形成不全などの重度の奇形を伴う

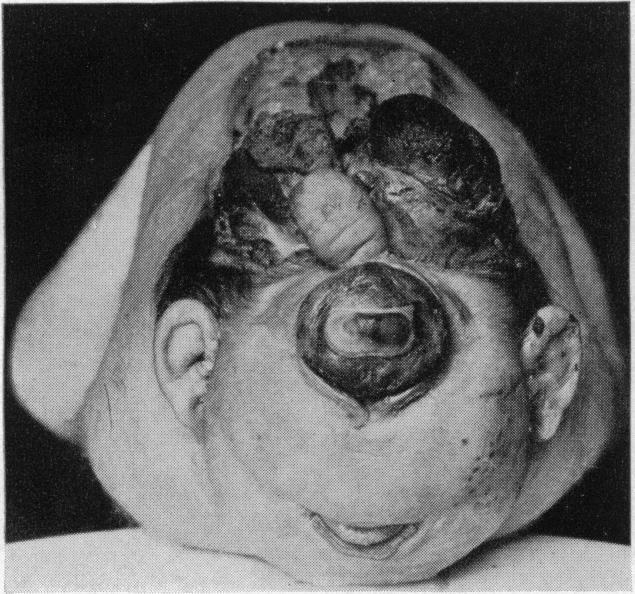
単眼症の奇胎の画像。　　（閲覧注意）

胎児の発生初期には眼胚の上方に鼻胚があり、眼が左右に分離した後に鼻がその間を通って眼の下方に位置するようになるが、単眼症では鼻の移動ができず、単眼の上方（額の部分）に位置するか、あるいは全く形成されずに終わることもある。鼻が形成された場合でも、鼻孔は一つしかなく、親指大の管状になって額に位置し、象鼻と呼ばれる特異な形状を呈する。口や耳は正常に近い形で形成されることが多い。視覚は正常に発達せず、また重度の脳の機能不全を伴うと考えられるが、単眼症児は生誕してもほとんどが1年以内に死亡するため、詳細は分かっていない。

## 原因
遺伝的なものと化学的なものがある。前者は染色体異常と遺伝子変異によるものであり、後者はビタミンAの摂取不足が上げられ、動物の場合、草食獣においてはある種の植物の摂食が原因となる場合もある。ヒトについては、ドメスティックバイオレンス (DV) などの強い精神的ストレスが原因となるという意見や、また近年、単眼症児の出生が増えているという意見もあるが、正確な統計は得られておらず、医学的な裏付けはない。
単眼症の胎児が出来ても、多くは早期に自然流産するので出生は稀であり、ビタミンA不足や精神的ストレスがあってもかならず起こるものでもなく、他にも様々な条件が複雑に影響しあった結果であるため、神経質になる必要はない。また、超音波などによる出生前診断によって事前に知ることができる。

## 動物の単眼症
ヒト以外の動物でも単眼症は見られる。例えばヤギは単眼症でもしばらく生存できる個体が多く、度々、話題になる。
かつて、米国アイダホで短期間に単眼症のヒツジが複数頭確認されるという出来事があり、調査の結果、そのヒツジらが口にしていたユリ科のバイケイソウの仲間 western false hellebore (Veratrum calfornicum) が動物の細胞の増殖活動を阻害する物質を持っていたのが原因と判明した。なお、その発見された物質はこの出来事にちなんでシクロパミンと命名され、一部の抗がん剤などに用いられている。

## 英語名について
単眼症の英語名は “cyclopia” である。ところで、ギリシャ神話において単眼の巨人として知られるキュクロープス（サイクロプス）は “cyclops” と綴る。この英語名は、このキュクロープスに由来して命名されたものである。ただし、神話に登場するキュクロープスのモチーフが単眼症であったかどうかはハッキリしておらず、他の説も存在する。